# Kitamura Tókoku
Kitamura Tókoku (japánul: 北村透谷, Hepburn-átírással: Kitamura Tōkoku) (Odavara, 1868. december 29. – Tokió, 1894. május 16.) japán költő, esszéista.
Valódi neve Kitamura Montaró. A Kanagava prefektúrabeli Odavarában született, s már fiatalon részt vett a népjogokért küzdő korabeli politikai mozgalmakban, liberális nézeteiért el is távolították a Vaszeda Egyetem elődjéről. 19 évesen vette feleségül a katolikus Isizaka Minát, és abban az évben, 1888-ban publikálta a japán irodalom történetének első hosszú szabadversét Szosú no si („A rab verse”) címmel. Ezt követte Hórai kjoku („A Hórai-hegyi dráma”) című verses drámája. Munkásságára éppúgy hatott Lord Byron, Ralph Waldo Emerson és Thomas Carlyle, mint felesége keresztény hite.
Esszéiben a Nyugat „életigenlő” szemléletét hirdette az „életet tagadó” buddhista és sintó gondolatvilággal szemben. Naibu szeimei ron („A belső élet elmélete”) című gyűjteménye az individualizmus és az újromantika hagyományát gyökereztette meg a modern japán irodalomban: Simazaki Tószon és sokan mások merítettek később nézeteiből. Irodalmi tanulmányait az általa alapított Bungakukai című folyóiratban közölte.
Az „életet tagadó” gondolatvilág azonban nem eresztette: a labilis lelkiállapotú Kitamura 1894. május 16-án tokiói házának kertjében felakasztotta magát, megnyitva ezzel 20. századi öngyilkos pályatársai hosszú sorát. A Meidzsi-kor vagyis a japán új világ hajnalán született költő a kínai–japán háború hajnalán vetett véget életének.